# Vale de Porco
Vale de Porco era una freguesia portuguesa del municipio de Mogadouro, distrito de Braganza.

## Historia
Fue suprimida el 28 de enero de 2013, en aplicación de una resolución de la Asamblea de la República portuguesa promulgada el 16 de enero de 2013 al unirse con las freguesias de Mogadouro, Valverde y Vilar de Rei, formando la nueva freguesia de Mogadouro, Valverde, Vale de Porco e Vilar de Rei.